# May Irwin

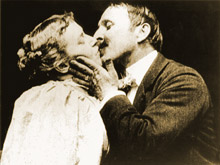
May Irwin beim ersten Filmkuss (1896)

May Irwin (* 27. Juni 1862 in Whitby, Ontario; † 22. Oktober 1938 in New York, geborene Georgina May Campbell) war eine kanadische Sängerin, Schauspielerin und ein Star des Vaudeville-Theaters. Sie wurde berühmt durch den ersten Kuss der Filmgeschichte im Kurzfilm The Kiss (1896).

## Leben
May Irwins Vater starb, als sie 13 Jahre alt war. Ihre Mutter geriet in Geldnot und ermutigte May und ihre jüngere Schwester Adeline Flora zum Singen. Die Schwestern debütierten im Dezember 1874 auf einer Bühne in Buffalo, New York. Ihre Karriere entwickelte sich stetig, und im Herbst 1877 traten sie im New Yorker Metropolitan Theater und anschließend im Tony Pastor Theater auf.
Die Schwestern blieben populär genug, um in den nächsten sechs Jahren durch ihre Auftritte für ein regelmäßiges Einkommen zu sorgen. Im Alter von 21 Jahren entschied sich May Irwin, ihre eigenen Wege zu gehen. Sie trat der Theaterkompanie von Augustin Daly bei und gab ihr Debüt auf der Theaterbühne. Ihrem sofortigen Durchbruch als Schauspielerin folgte ein Wechsel nach London, wo sie 1884 im Toole's Theatre auftrat. 1886 starb überraschend ihr Ehemann Frederick W. Keller, mit dem sie seit 1878 verheiratet gewesen war.
Ihre Karriere entwickelte sich in den 1890er Jahren in Richtung des Vaudeville-Theaters. Sie wurde vor allem durch eine Nummer mit dem Titel Coon Shouting bekannt, in der sie afroamerikanisch inspirierte Lieder vortrug. 1892 führte sie After the Ball am Broadway ein, der sich daraufhin zum ersten Millionenhit der Musikgeschichte entwickeln sollte. 1895 spielte sie am Broadway das Musical The Widow Jones und trug dort zum ersten Mal den Bully Song vor, der ihr Markenzeichen wurde. Ihr Auftritt schloss einen Bühnenkuss zwischen ihr und ihrem Co-Star John C. Rice ein. Thomas Edison engagierte beide Darsteller, damit sie diesen Kuss im Kurzfilm The Kiss vor der Kamera wiederholten. Dieser Kuss ging als der erste Filmkuss überhaupt in die Kinogeschichte ein.
Neben ihren Auftritten als Sängerin schrieb May Irwin auch selbst Texte, so auch für das Lied Hot Tamale Alley, komponiert von George M. Cohan. 1907 heiratete sie ihren Manager Kurt Eisenfeldt und begann mit Aufnahmen für Victor.
May Irwin blieb 30 Jahre lang ein gefragter Star, ihre füllige Figur entsprach dem damaligen Schönheitsideal. Ihre hohen Gagen investierte sie geschickt und sie wurde eine sehr wohlhabende Frau. Sie spielte noch einmal in einem Stummfilm mit, 1914 in Mrs. Black Is Back, ihrem zweiten und letzten Auftritt auf der Kinoleinwand.
Sie starb im Oktober 1938 in New York und hinterließ ihren Ehemann und ihre beiden gemeinsamen Söhne Harry und Walter. In Clayton, New York, wo sie ihren Lebensabend auf ihrer Farm verbrachte, wurde eine Straße nach ihr benannt.